# Juliane von Nassau-Dillenburg

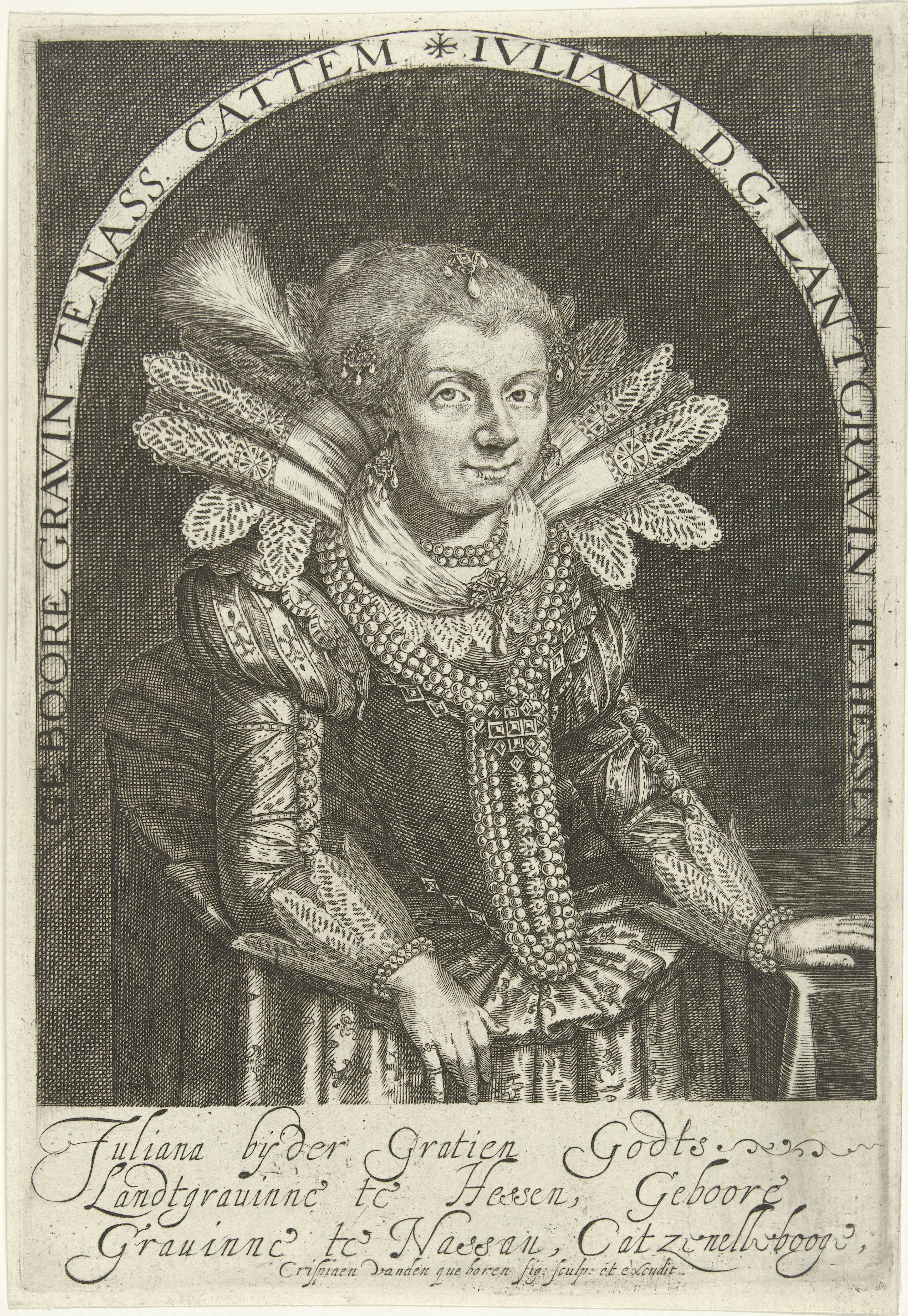
Juliane von Nassau-Dillenburg, Landgräfin von Hessen-Kassel

Juliane von Nassau-Dillenburg (* 3. September 1587 in Dillenburg; † 15. Februar 1643 in Rotenburg an der Fulda) war das fünfte Kind und die zweite Tochter des Grafen Johann von Nassau-Dillenburg (1561–1623), der 1607 nach dem Tod seines Vaters bei der folgenden Erbteilung als Johann I. Graf zu Nassau-Siegen wurde, und dessen Frau Magdalene von Waldeck (1558–1599).

## Leben
Juliane wurde am 22. Mai 1603 die zweite Gemahlin des Landgrafen Moritz von Hessen-Kassel (1572–1632) und gebar bis 1628 sieben Söhne und sieben Töchter. Um deren standesgemäße Versorgung sicherzustellen, betrieb Juliane gezielt die Übertragung von Einkünften und Besitzrechten an ihre Kinder und erreichte schließlich von Moritz die Einwilligung, dass ihren Nachkommen ein Viertel der Landgrafschaft Hessen-Kassel – die sogenannte Rotenburger Quart – übertragen bekämen, wobei diese Gebiete allerdings weiterhin unter Kasseler Oberhoheit bleiben sollten. So entstanden mit Julianes Söhnen Hermann und Friedrich zunächst die landgräflichen Nebenlinien „Hessen-Rotenburg“ und „Hessen-Eschwege“ und dann 1649 mit ihrem Sohn Ernst die Linie „Hessen-Rheinfels (jüngere Linie)“. Obwohl Ernst nach dem Tod seiner kinderlosen Brüder schon 1655 bzw. 1658 erst Eschwege und dann auch Rotenburg erbte und damit alle Teile der Rotenburger Quart in einer Hand vereinigte, entstanden auf Grund von Erbfällen, Zusammenlegungen und Teilungen im Laufe der folgenden 250 Jahre dennoch wiederum mehrfach neue bzw. neu-benannte Nebenlinien von teil-unabhängigen Landgrafschaften wie „Hessen-Rheinfels-Rotenburg“, „Hessen-Eschwege-Wanfried“ und „Hessen-Rotenburg-Eschwege“.
Landgraf Moritz dankte 1627 auf Druck der hessischen Landstände ab und zog sich nach Eschwege zurück, wo er 1632 starb. Sein Sohn aus erster Ehe Wilhelm V. übernahm die Regierung in Hessen-Kassel. Juliane bezog 1629 mit ihren Kindern das Schloss Rotenburg in Rotenburg an der Fulda, wo sie 1643 starb.

## Kinder

Darstellung der Landgräfin Juliane mit Mann und allen 14 Kindern, von denen sich einige allerdings nie begegneten, da sie vor der Geburt der Jüngsten bereits tot waren. Der Maler August Erich schuf dieses Bild.

Landgraf Moritz und Juliane hatten gemeinsam sieben Söhne und sieben Töchter:
- Philipp (1604–1626), gefallen in der Schlacht bei Lutter
- Agnes (1606–1650) ⚭ 1623 Fürst Johann Kasimir von Anhalt-Dessau (1596–1660)
- Hermann (1607–1658), Landgraf von Hessen-Rotenburg

⚭ 1633 Sophia Juliana von Waldeck (1607–1637)
⚭ 1642 Kunigunde Juliane von Anhalt-Dessau (1608–1683)
- Juliane (1608–1628)
- Sabine (1610–1620)
- Magdalene (1611–1671) ⚭ 1646 Altgraf Erich Adolf zu Salm-Reifferscheidt (1619–1673)
- Moritz (1614–1633)
- Sophie (1615–1670) ⚭ 1644 Graf Philipp zu Schaumburg-Lippe (1601–1681)
- Friedrich (1617–1655), Landgraf von Hessen-Eschwege, gefallen bei Posen

⚭ 1646 Pfalzgräfin Eleonore Katharina von Pfalz-Zweibrücken (1626–1692)
- Christian (1622–1640), schwedischer Oberst, starb nach einem Gelage mit dem General Banér mit einigen anderen Offizieren, es wird ein Giftanschlag vermutet.[1]
- Ernst (1623–1693), Landgraf von Hessen-Rheinfels-Rotenburg

⚭ 1647 Gräfin Maria Eleonore von Solms-Hohensolms (1632–1689)
⚭ 1690 Alexandrine von Dürnizl († 1754)
- Christine (1625–1626)
- Philipp (1626–1629)
- Elisabeth (1628–1633)